# Юбер, Роже
Роже́ Эже́н Фердина́н Юбе́р (фр. Roger Eugène Ferdinand Hubert; 30 марта 1903, Монтрёй, Франция — 28 ноября 1964, Париж, Франция) — французский кинооператор.

## Биография
В кино начал работать в 1923 году («Красная харчевня») и сразу выдвинулся в число ведущих операторов Франции. Участвовал в съёмках фильмов режиссёров Абеля Ганса («Наполеон», «Конец света», «Я обвиняю»), Марселя Карне («Вечерние посетители», «Дети райка», «Тереза Ракен»), Жана Ренуара («Ребенку дают слабительное», «Сука»), Жака Фейдера («Пансион „Мимоза“», «Закон Севера»), Жюльена Дювивье («На исходе дня», «Именины Генриэтты», «Женщина и паяц»), Жана Деланнуа («Вечное возвращение») и других.

## Избранная фильмография

### Оператор
- 1923 — Красная харчевня / L'auberge rouge
- 1927 — Апачи Парижа / Die Apachen von Paris
- 1927 — Наполеон / Napoléon
- 1929 — Пески / Sables
- 1930 — Полуночная любовь / Les amours de minuit
- 1931 — Конец света / La fin du monde
- 1931 — Полуночная любовь / Mitternachtsliebe
- 1931 — Мадемуазель Нитуш / Mam'zelle Nitouche
- 1931 — Любовь по-американски / L'amour à l'américaine
- 1931 — Белое и чёрное / Le blanc et le noir
- 1931 — Ребёнку дают слабительное / On purge bébé
- 1931 — Сука / La Chienne (с Теодором Шпаркулем)
- 1932 — Маленькая шоколадница / La petite chocolatière
- 1932 — Фантомас / Fantômas
- 1932 — Фанни / Fanny
- 1932 — Жертва ожирения / Le martyre de l'obèse
- 1933 — Матерь скорбящая / Mater dolorosa
- 1933 — Битва / La bataille
- 1933 — Жослин / Jocelyn
- 1934 — Исландский рыбак / Pêcheur d'Islande
- 1934 — Дама с камелиями / La dame aux camélias
- 1934 — Гостиница свободного обмена / L'hôtel du libre échange
- 1934 — Битва / The Battle
- 1934 — Божественная / Divine
- 1935 — Пансион «Мимоза» / Pension Mimosas
- 1935 — Любовная кадриль / Quadrille d'amour
- 1935 — Водоворот / Remous
- 1935 — Наполеон Бонапарт / Napoléon Bonaparte
- 1935 — Жером Перро, герой баррикад / Jérôme Perreau héros des barricades
- 1935 — Лукреция Борджиа / Lucrèce Borgia
- 1936 — Пацанка / La garçonne
- 1936 — Роман о бедном молодом человеке / Le roman d'un jeune homme pauvre
- 1936 — Женни / Jenny
- 1936 — Взрослые / Les grands
- 1936 — Герой дня / L'homme du jour
- 1937 — Я обвиняю / J'accuse!
- 1938 — Похититель женщин / Le voleur de femmes
- 1938 — Мелочь / Le petit chose
- 1938 — Прекрасная звезда / Belle étoile
- 1938 —  / Nord-Atlantique
- 1939 — Закон Севера / La loi du nord
- 1939 — На исходе дня / La Fin du jour
- 1940 — Жизнь – великолепна / La vie est magnifique
- 1940 — Париж-Нью-Йорк / Paris New-York
- 1940 — Шестой этаж / Sixième étage
- 1941 — Первый бал / Premier bal
- 1941 — Вольпоне / Volpone
- 1941 — Смешная история / Histoire de rire
- 1942 — Женщина, которую я любил сильнее всех / La femme que j'ai le plus aimée
- 1942 — Вечерние посетители / Les visiteurs du soir
- 1943 — Барон-призрак / Le baron fantôme
- 1943 — Вечное возвращение / L'éternel retour
- 1944 — Невеста тьмы / La fiancée des ténèbres
- 1945 — Дети райка / Les enfants du paradis
- 1945 — Часть тени / La part de l'ombre
- 1946 — Дело об ожерелье королевы / L'affaire du collier de la reine
- 1946 — Мартин Руманьяк / Martin Roumagnac
- 1947 — Зеркало / Miroir
- 1947 — В расцвете лет / La fleur de l'âge
- 1949 — Портрет убийцы / Portrait d'un assassin
- 1949 — Суд Божий / Le Jugement de Dieu
- 1950 — Последние дни Помпеи / Gli ultimi giorni di Pompei
- 1951 — Любовники с Мёртвой реки / Les amants de Bras-Mort
- 1952 — Кожаный нос / Nez de cuir
- 1952 — Семь смертных грехов / Les sept péchés capitaux
- 1952 — Безумства молодости / La jeune folle
- 1952 — Праздник Генриетты / La fête à Henriette
- 1953 — Ночные компаньоны / Les Compagnes de la nuit
- 1953 — Тереза Ракен / Thérèse Raquin
- 1953 — Рыцарь ночи / Le chevalier de la nuit
- 1953 — Ярость плоти / La rage au corps
- 1954 — Воздух Парижа / L'air de Paris
- 1954 — Королева Марго / La Reine Margot
- 1955 — Влюбленные из Тахо / Les amants du Tage
- 1955 — Оазис / Oasis
- 1956 — Губбиа, любимый! / Goubbiah, mon amour
- 1956 — Клятвопреступник / Der Meineidbauer
- 1957 — Человек в непромокаемом плаще / L'homme à l'imperméable
- 1957 — Элиза / Élisa
- 1958 — Тереза Этьен / Thérèse Étienne
- 1958 — Парижский праздник / Paris Holiday
- 1958 — Белый груз / Cargaison blanche
- 1959 — Женщина и паяц / La femme et le pantin
- 1959 — Асфальт / Asphalte
- 1959 — Вождь краснокожих / Le grand chef
- 1959 — Ангел на земле / Ein Engel auf Erden
- 1959 — Корова и солдат / La vache et le prisonnier
- 1959 — Клятвопреступник / The Perjurer
- 1960 — Бомбы над Монте-Карло / Bomben auf Monte Carlo
- 1960 — Священный ход танца / Le Saint mène la danse
- 1960 — Крез / Crésus
- 1960 — Приз / Cocagne
- 1961 — Лафайет / La Fayette
- 1961 — Динамитный Джек / Dynamite Jack
- 1961 — Путешествие в Биарицу / Le voyage à Biarritz
- 1963 — Муж моей жены / La cuisine au beurre
- 1964 — Суп / La bonne soupe
- 1972 — Бонапарт и революция / Bonaparte et la révolution